# Baixa Grande do Ribeiro
Baixa Grande do Ribeiro é um município brasileiro do estado do Piauí. Localiza-se a uma latitude 07°51'32" sul e a uma longitude 45°12'56" oeste, estando a uma altitude de 325 metros. Sua população estimada em 2009 era de 13.272 habitantes.
De acordo com os últimos dados (2017) consolidados e disponibilizados pelo IBGE, é o maior PIB per capita da sua micro-região, de todo o estado do Piauí, e o 147º de todo o país.
Possui uma área de 8001,1 km².

## Localização
| Noroeste: Ribeiro Gonçalves | Norte: Ribeiro Gonçalves | Nordeste: Uruçuí                   |
| Oeste: Ribeiro Gonçalves    |                          | Leste: Palmeira do Piauí e Currais |
| Sudoeste: Santa Filomena    | Sul: Gilbués             | Sudeste: Bom Jesus                 |